# Orhan Güner
Orhan Güner (Ankara, 17 agosto 1954) è un attore turco.

## Biografia
Nato ad Ankara e cresciuto in una famiglia originaria di Rize, Orhan ha iniziato la propria carriera negli anni '80 lavorando presso i teatri tedeschi, in particolare come drammaturgo e regista all'interno dell'Ensemble turco della Schaubühne Berlin. Dal 2015 al 2017 è stato scelto per interpretare il ruolo di Hüseyin Soydere nella serie Endless Love (Kara Sevda).

## Filmografia

### Cinema
- Sokaktan Gelen Kadın, regia di Orhan Aksoy (1984)
- Kanak Attack, regia di Lars Becker (2000)
- Auslandstournee, regia di Ayşe Polat (2000)
- Spia per caso (Te wu mi cheng), regia di Teddy Chan (2001)
- La sposa turca (Gegen die Wand), regia di Fatih Akın (2004)
- Süperseks, regia di Torsten Wacker (2004)
- Beyond the Sea, regia di Kevin Spacey (2004)
- Armin, regia di Ognjen Sviličić (2007)
- Kopf oder Zahl, regia di Benjamin Eicher e Timo Joh. Mayer (2009)
- Die Fremde, regia di Feo Aladag (2010)
- Askin Ikinci Yarisi, regia di Mehmet Aslantug (2010)
- Værelse 304, regia di Birgitte Stærmose (2011)
- Berlin Kaplani, regia di Hakan Algül (2012)
- #NâzimHikmetOlunmali, regia di Orhan Aydın e Metin Coşkun (2016)
- Yurt, regia di Nehir Tuna (2023)

### Televisione
- Erebos, regia di Nicos Ligouris – film TV (1988)
- Der Leibwächter, regia di Adolf Winkelmann – film TV (1988)
- Liebling Kreuzberg – serie TV, 2 episodi (1988, 1998)
- Abenteuer Airport – serie TV, 1 episodio (1990)
- Gute Zeiten, schlechte Zeiten – soap opera, 2 episodi (1994)
- Doppelter Einsatz – serie TV, 1 episodio (1994)
- Markus Merthin, medico delle donne (Frauenarzt Dr. Markus Merthin) – serie TV, 2 episodi (1994-1995)
- Balko – serie TV, 1 episodio (1996)
- Sperling – serie TV, 1 episodio (1997)
- Die Friseuse und der Millionär, regia di Ulli Baumann – film TV (1998)
- Squadra Speciale Cobra 11 (Alarm für Cobra 11 - Die Autobahnpolizei) – serie TV (2001)
- Stefanie (Für alle Fälle Stefanie) – soap opera, 1 episodio (2002)
- Il nostro amico Charly (Unser Charly) – serie TV, 1 episodio (2002)
- Mit dem Rücken zur Wand, regia di Thorsten Näter – film TV (2002)
- Tatort – serie TV, 5 episodi (2003-2004, 2008, 2014, 2022)
- Ein starkes Team – serie TV, 2 episodi (2004, 2009)
- Squadra Speciale Colonia (SOKO Köln) – serie TV, 1 episodio (2004)
- Alphateam - Die Lebensretter im OP – serie TV, 1 episodio (2005)
- Lindenstraße – soap opera, 1 episodio (2005)
- Ich Chef du nix, regia di Yasemin Şamdereli – film TV (2007)
- Hamburg Distretto 21 (Notruf Hafenkante) – serie TV, 1 episodio (2007)
- GSG9 - Squadra d'assalto (GSG 9 - Ihr Einsatz ist ihr Leben) – serie TV, 1 episodio (2008)
- Rennschwein Rudi Rüssel – serie TV, 6 episodi (2008-2010)
- Sui tuoi passi, regia di Gianfranco Albano – film TV (2009)
- Polizeiruf 110 - Falscher Vater – serie TV, 1 episodio (2008)
- Danni Lowinski – serie TV, 1 episodio (2010)
- Marco W. - 247 Tage im türkischen Gefängnis – serie TV, 1 episodio (2010)
- Bir Günah Gibi – serie TV, 1 episodio (2011)
- Mandy will ans Meer, regia di Tim Trageser – film TV (2011)
- Sultan – serie TV (2011)
- Klinik am Alex – serie TV, 1 episodio (2012)
- Dahoam is Dahoam – serie TV, 4 episodi (2012)
- Krimi.de – serie TV, 1 episodio (2013)
- Der Lehrer – serie TV, 1 episodio (2013)
- Josephine Klick - Allein unter Cops – serie TV, 1 episodio (2014)
- Galip Dervis – serie TV, 56 episodi (2013-2014)
- Bettys Diagnose – serie TV, 1 episodio (2015)
- Rote Rosen – serie TV, 8 episodi (2015)
- Rosa la wedding planner (Einfach Rosa) – serie TV, 3 episodi (2015-2016)
- Endless Love (Kara Sevda) – serie TV, 64 episodi (2015-2017)
- 8. Gün – serie TV, 8 episodi (2018)
- Amerikali Kiz, regia di Sinan Çetin – film TV (2018)
- Servus, Schwiegersohn!, regia di Mike Marzuk – film TV (2019)
- Der Kriminalist – serie TV, 1 episodio (2020)
- Servus, Schwiegermutter!, regia di Sinan Akkuş – film TV (2020)
- Sana Söz – serie TV, 7 episodi (2021)

### Cortometraggi
- Tyskland år 00, regia di Emil Stang Lund (2001)

## Teatro
- İkinci Nöbetçinin Sıkıntıları
- Sevdalı Bulut (2015)
- Gece O Kadar Kirliydi ki İkisi de Kayboldular (2016)
- Gece O Kadar Kirliydi Ki İkisi De Kayboldular (2017)
- Gece O Kadar Kirliydi Ki İkisi De Kayboldular (2022)

## Doppiatori italiani
Nelle versioni in italiano dei suoi film e delle sue serie TV, Orhan Güner è stato doppiato da:
- Giorgio Locuratolo[5] in Endless Love[6]
- Alberto Angrisano[7] in Rosa la wedding planner[8]